# Mark Joseph Seitz
Mark Joseph Seitz (10 de janeiro de 1954) é um prelado americano da Igreja Católica Romana. É bispo de El Paso desde 9 de julho de 2013. Foi bispo auxiliar de Dallas de 2010 a 2013.
Infância e educação
Mark Seitz nasceu em Milwaukee, Wisconsin, em 10 de janeiro de 1954, o mais velho de dez irmãos. Em 1972, ingressou no Seminário da Santíssima Trindade na Universidade de Dallas, no Texas. Ele obteve um diploma de bacharel em filosofia em 1976 e um mestrado em divindade em 1980.
Ordenação e ministério
Seitz foi ordenado ao sacerdócio pelo bispo Thomas A. Tschoepe em 17 de maio de 1980. Ele serviu como vigário paroquial na Igreja do Bom Pastor em Garland de 1980 a 1985. Ele obteve um M.A. em Teologia pela Universidade de Dallas em 1982 e um M.A. em Estudos Litúrgicos pela Saint John's University em Collegeville, Minnesota, em 1985. Ele também fez cursos de verão na Universidade de Notre Dame e na Universidade de Duquesne.
Seitz serviu como professor adjunto na Universidade de Dallas de 1985 a 1994, ensinando liturgia e teologia sacramental. Ele também atuou como diretor espiritual associado (1986-1987), diretor de liturgia (1986-1993) e vice-reitor (1987-1993) no Seminário da Santíssima Trindade. De 1993 a 2003, foi pároco da Igreja de São José em Waxahachie. Ele foi instrutor no Christ the Servant Institute em Dallas no outono de 2001 e estagiou no National Catholic Bioethics Center na Filadélfia, Pensilvânia, durante o outono de 2002. Em 2003, tornou-se pastor da Igreja de Santa Rita em Dallas. Ele foi nomeado Prelado de Honra pelo Papa João Paulo II em dezembro de 2004. Em 2009, ele doou um de seus rins para um paroquiano doente. Em 2010, tornou-se pastor da Igreja de Todos os Santos em Dallas.
Seitz foi membro do Conselho Presbiteral da Diocese de Dallas (1988–1993, 1999–2006, 2007–2010), diretor espiritual de Dallas/Fort Worth Courage (1998–2010), membro da Equipe Diocesana de Solidariedade de Honduras ( 2002–2010), membro do Colégio de Consultores da diocese (2007–2010), diretora espiritual do White Rose Women's Center (2009–2010) e membro do Conselho de Administração do BirthChoice Catholic Crisis Pregnancy Center (2009-2010).
Bispo Auxiliar de Dallas
Em 11 de março de 2010, o Papa Bento XVI nomeou Seitz como bispo auxiliar de Dallas com a sé titular de Cozyla. Ele disse: "Aprendi ao longo dos anos que seguir a Cristo é uma aventura cheia de mergulhos e reviravoltas totalmente inesperadas. Quando você dá sua vida a Seu serviço, é melhor aprender a aproveitar o passeio."[5] Junto com J. Douglas Deshotel , ele foi um dos primeiros bispos auxiliares de Dallas desde que a Diocese de Fort Worth foi separada dela em 1969.
Ele recebeu sua consagração episcopal em 27 de abril de 2010 do Bispo Kevin Farrell, com Charles V. Grahmann e Michael Duca servindo como co-consagradores.
Bispo de El Paso
Em 6 de maio de 2013, o Papa Francisco nomeou Seitz como Bispo de El Paso, Texas. Ele foi instalado lá em 9 de julho de 2013.
O bispo Seitz é um defensor do tratamento humano de migrantes, refugiados e requerentes de asilo que chegam à fronteira. Em 27 de junho de 2019, ele realizou uma ação pública na qual ele e membros do Hope Border Institute escoltaram sete requerentes de asilo centro-americanos até a ponte internacional de Santa Fé em Ciudad Juárez para ajudá-los a solicitar asilo.
Em 18 de julho de 2017, ele emitiu uma carta pastoral sobre imigração na qual disse que "os líderes eleitos ainda não reuniram a coragem moral para decretar uma reforma permanente e abrangente da imigração" e elogiou os esforços dos "heróicos indivíduos, famílias, pastores, religiosos, paróquias e instituições que se dedicam ao serviço dos migrantes e refugiados" e fazem campanha "contra a militarização da nossa fronteira". Ele expressou preocupação com as famílias de imigrantes que temem a separação e com os policiais que "colocam suas vidas em risco para conter o fluxo de armas e drogas", mas estão "perturbados em consciência pela retórica política divisória e novos decretos vindos de Washington, DC". Ele condenou os centros de detenção de imigrantes com fins lucrativos, a hostilidade demonstrada aos requerentes de asilo e "o menosprezo de nossos irmãos e irmãs muçulmanos".
No rescaldo do tiroteio no Walmart de El Paso em 3 de agosto de 2019, o bispo Seitz escreveu uma carta pastoral sobre racismo e supremacia branca na qual escreveu que: "Se formos honestos, o racismo é realmente avançar, apoiar e falhar em se opor a um sistema de privilégio e vantagem branca baseado na cor da pele. Quando esse sistema começa a moldar nossas escolhas públicas, estruturar nossa vida em comum e se tornar uma ferramenta de classe, isso é justamente chamado de racismo institucionalizado. Ação para construir esse sistema de ódio e A inação para se opor ao seu desmantelamento é o que chamamos com razão de supremacia branca. Este é o maligno e o 'pai da mentira' (João 8:44) encarnado em nossas escolhas e estilos de vida cotidianos, e em nossas leis e instituições." carta pastoral invoca a história do racismo nos Estados Unidos, especialmente a história do colonialismo e do terror racial na fronteira EUA-México. Ele pede aos católicos que lutem contra o racismo e reconhece o apoio da Igreja Católica nos Estados Unidos para a proibição de armas de assalto.
Em fevereiro de 2020, o bispo Seitz, juntamente com bispos do Texas, Arkansas e Oklahoma, se reuniram com o Papa Francisco em Roma. O Papa Francisco deu ao Bispo Seitz 50 rosários que ele pessoalmente abençoou para os sobreviventes do tiroteio em El Paso Walmart.